# Садовый (Приволжский район)
Садо́вый — посёлок в Приволжском районе Самарской области. Входит в состав сельского поселения Спасское.

## География
Расположен на левом обрывистом берегу Саратовского водохранилища.

## Население
| 2010 |
| ---- |
| 64   |

## Инфраструктура
Основной род занятий — работа в ООО «САД». Посёлок благоустроен, имеет новый водопровод и уличное освещение, связан с районным центром асфальтированной дорогой. Имеет действующий фельдшерский пункт. Из примечательных мест в районе Садового можно отметить песчаный пляж на берегу Волги.